# Exo
Exo (кор. 엑소; стилизуется маюскулом как EXO) — южнокорейско-китайский бойбенд, основанный в Сеуле в 2011 году компанией S.M. Entertainment. Коллектив дебютировал в 2012 году в составе 12 человек, поделённых в две саб-группы: EXO-K и EXO-M, выпускающих музыку на корейском, китайском и японском языках. Последующие альбомы также имели успех, и EXO стали самыми влиятельными артистами по версии корейского Forbes с 2014 по 2018 года. Их также называли «самым большим бойбендом в мире» различные издания, говоря, что «EXO в авангарде поп-доминирования с острой как нож хореографией, органично вписывающейся в песни, созданные талантливыми авторами и продюсерами и отточенные их личностями и талантами».
Первый студийный альбом XOXO, на котором был представлен хит «Growl», получил хорошее признание критиков и стал коммерчески успешным, выиграв Диск Дэсан на Golden Disk Awards и «Альбом Года» на Mnet Asian Music Awards. Продажи составили более миллиона копий, что сделало группу самой продаваемой среди корейских групп и артистов за последние 12 лет. EXO выиграли много наград за свои альбомы, в том числе «Альбом Года» на Mnet Asian Music Awards и «Исполнитель года» на Melon Music Awards. Шестой альбом EXO Don’t Mess Up My Tempo (2018) стал их самым высоким альбомом который занял 23 строчку в Billboard 200. Это также их самый продаваемый альбом с более чем 1,9 миллиона копий, проданных в Южной Корее.
В мае 2014 года Крис направил иск против S.M. Entertainment, чтобы уйти из группы. Соответствующий иск направил Лухан пятью месяцами позднее, в октябре. В апреле 2015 года Тао приостановил свою деятельность и в августе также подал иск против агентства. После уходов трёх участников EXO продолжили деятельность в составе девяти человек. В июле 2016 года стало известно о решении исков Криса и Лухана: айдолы продлят контракты до 2022 года, и S.M. передадут свою работу за пределы Кореи и Японии — в их нынешние китайские агентства — и они «будут делиться доходами с S.M. Entertainment».
С 2014 года EXO выступает исключительно как одна группа, продолжая выпускать и исполнять музыку на нескольких языках. Ранее группа дебютировала с двенадцатью участниками, разделенными на две подгруппы: EXO-K (Сухо, Бэкхён, Чханёль, D.O, Кхаи и Сехун) и EXO-M (Сиумин, Лэй, Чхен и бывшие участники Крис, Лухан и Тао. EXO-K и EXO-M исполняли музыку на корейском и севернокитайском языках до выхода их третьего мини-альбома Overdose в 2014 году. После ухода Криса, Лухана и Тао на фоне судебных исков в 2014 и 2015 годах, группа продолжила с оставшимися девятью участниками. В 2016 году Сиумин, Чхен и Бэкхён сформировали подразделения под названием EXO-CBX. Все участники EXO также поддерживают сольную карьеру в таких областях, как музыка, кино и телевидение.

## Карьера

### 2011‒12: Формирование, дебют иMama

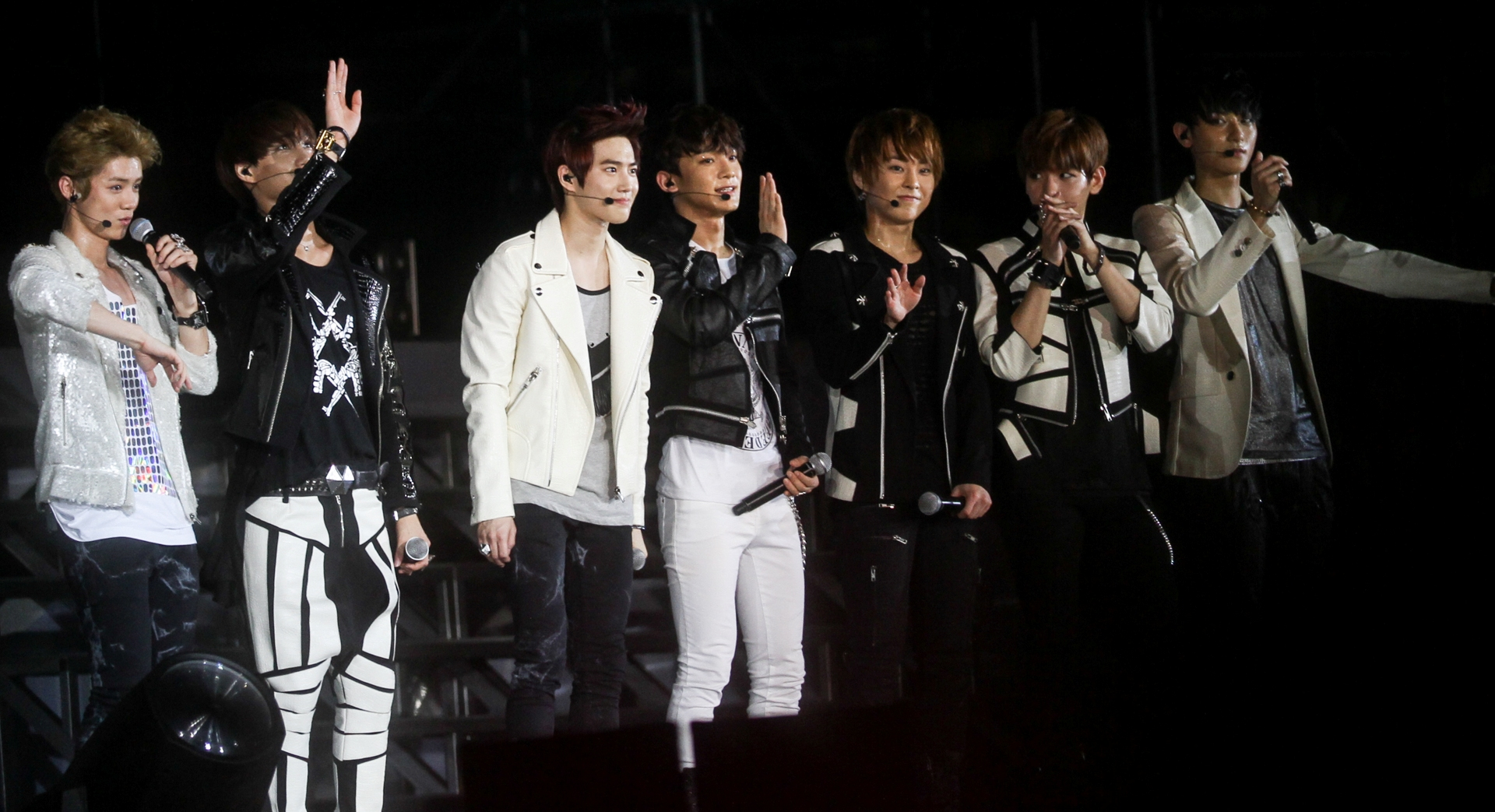
EXO на SM Town в Сингапуре

В мае 2011 года, на бизнес семинаре Халлю в Стэнфордском университете Ли Су Ман говорил о стратегии дебюта новой мужской группы, которая будет поделена на две саб-группы, продвигающиеся в Корее и Китае с одинаковой музыкой, но поющие её на корейском и китайском языках. После ряда изменений в составе, будущий коллектив получил название EXO, взятое от термина «экзопланета». Они были поделены на две саб-группы: EXO-K («K» для корейского языка) и EXO-M («М» обозначение для мандаринского (севернокитайского) языка, ). 29 декабря состоялось их первое телевизионное выступление на фестивале SBS Gayo Daejun.
Сингл-пролог «What Is Love» был выпущен 30 января 2012 года в двух версиях — корейской и китайской. Песня заняла 88-е место в Gaon Singles Chart. 9 марта был выпущен второй пролог-сингл «History», написанный и спродюсированный Томасом Троелсеном и Remee. Композиция заняла 68 строчку синглового чарта Gaon и шестую китайского чарта Sina Music. 31 марта был проведён первый концерт группы на Олимпийском стадионе. Примерно три тысячи фанатов из восьми тысяч заявленных прибыли на шоу. 1 апреля был проведён второй концерт в Университете международного бизнеса и экономики в Пекине.
Дебютный сингл «Mama» был выпущен 8 апреля, а одноимённый мини-альбом стал доступен уже на следующий день. Саб-группы проводили промоушен в двух странах. В день выхода сингла EXO-K выступили на Inkigayo, а EXO-M на Top Chinese Music Awards. Китайская версия Mama заняла вторую строчку Sina Albums Chart, а корейская версия покорила вершину Gaon Albums Chart и стала восьмой в Billboard World Albums Chart. Китайская версия дебютного видеоклипа также была на вершине стриминговых китайских сайтов, в то время как корейская заняла седьмое место в глобальном чарте YouTube. Позднее в апреле EXO-M выступали в качестве гостей на концерте Super Junior в столице Индонезии Джакарте.
В ноябре EXO победили в номинации «Лучшая новая азиатская группа» на Mnet Asian Music Awards. EXO-K получили три номинации премии Golden Disk Awards, победив в категории «Лучший новичок». EXO-M выиграли номинацию «Самая популярная группа» на Top Chinese Music Awards.

### 2013:XOXO, коммерческий успех иMiracles in December

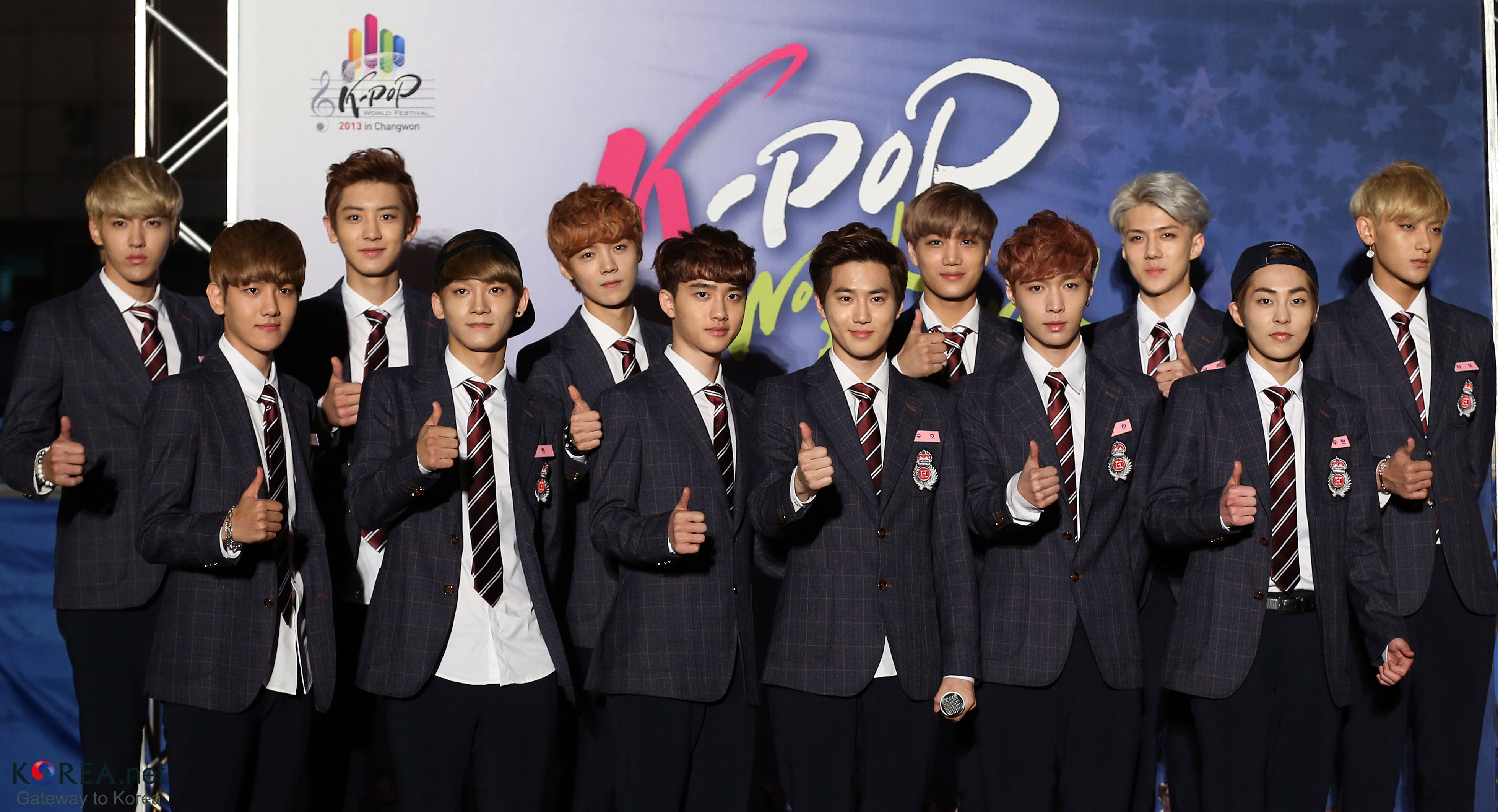
EXO на K-Pop World Festival, 2013 год

Первый студийный альбом XOXO был выпущен в июне 2013 года в двух версиях — корейской («Kiss») и китайской («Hug»). В отличие от дебютной эры, когда саб-группы проводили промоушены по отдельности, XOXO продвигался совместно, и главным образом в Корее. Главный сингл «Wolf» также был записан в полном составе, но остальные треки уже по отдельности. Обе версии дебютировали на вершине мирового альбомного чарта Billboard неделю спустя. Переизданная версия альбом была выпущена 5 августа. Сингл «Growl» был выпущен 1 августа. На Inkigayo песня набрала 10 554 балла, тем самым установив новый рекорд. За три недели продвижения группа победила 10 раз на различных музыкальных программах. В декабре общие продажи XOXO преодолели порог в 1 миллион копий, сделав EXO первым за последние 12 лет корейским коллективом, достигшим такого результата, а также самым быстро продаваемым артистом Кореи. XOXO выиграл номинацию «Альбом Года» на Mnet Asian Music Awards, и EXO стали самой молодой мужской группой, когда-либо одерживающей победу в данной категории. Альбом также стал самым продаваемым в Корее за 2013 год, и позже одерживал победы на Seoul Music Awards и Golden Disk Awards.
Второй мини-альбом Miracles in December был выпущен 9 декабря как специальный рождественский альбом. Промоушен стартовал через реалити-шоу «Шоутайм EXO» (англ. EXO’s Showtime) 28 ноября на кабельном канале MBC Every 1. Пэкхён, Чхен и D.O. выступали с синглом на M!Countdown, а позже к ним присоединился Лухан.
2013 год закончился для EXO попаданием всех шести альбомов в годовой альбомный чарт Gaon, среди которых также был дебютный мини-альбом Mama.

### 2014:Overdose, иски Криса и Лухана и первый сольный концерт

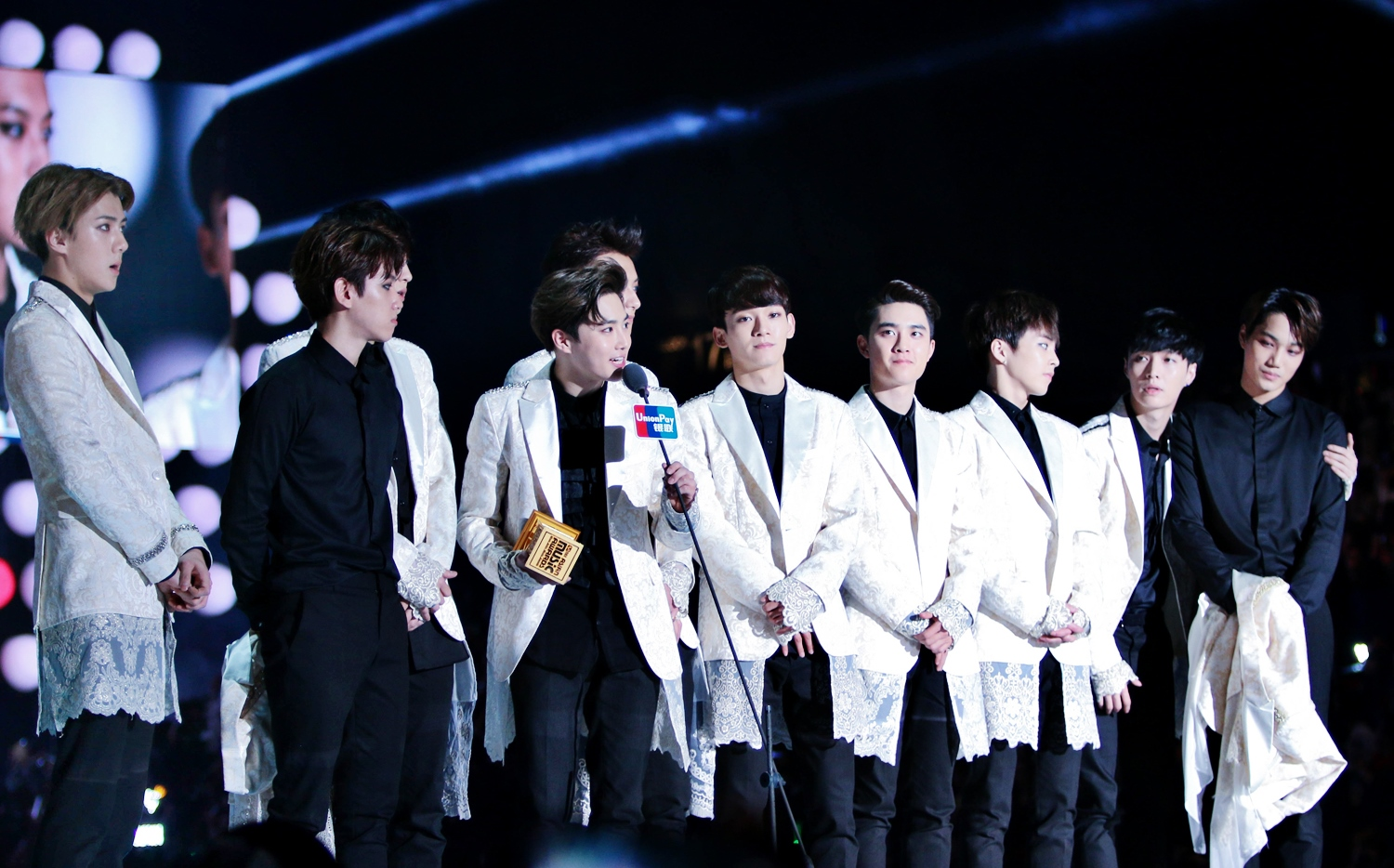
EXO на Mnet Asian Music Awards, 2014 год

7 мая 2014 года был выпущен третий мини-альбом Overdose. Изначально выход должен был состояться 21 апреля, но был перенесён из-за крушения парома «Севоль». Промоушен Overdose проводился идентично Mama: EXO-K выступали в Корее, а EXO-M в Китае. Предзаказы составили более 660 тысяч копий, что является рекордом предзаказов для мини-альбомов за всю историю. Корейская версия попала на вторую строчку мирового альбомного чарта Billboard, а также на 129 место в главном американском альбомном чарте Billboard 200, и на тот момент EXO были корейской мужской группой с наивысшим показателем в данном чарте. Overdose стал самым продаваемым альбомом Кореи в 2014 году и первым мини-альбомом, покорившим вершину годового альбомного чарта стал самым продаваемым альбомом Кореи в 2014 году. Позже он стал первым мини-альбомом, покорившим вершину годового альбомного чарта Gaon; Overdose также выиграл номинацию «Альбом Года» на Mnet Asian Music Awards.
15 мая S.M. Entertainment сообщили, что Крис, лидер EXO-M, подал иск против компании чтобы разорвать контракт, назвав главной причиной нарушение прав человека. 10 октября Лухан, также находящийся в саб-группе EXO-M, также подал иск для аннулирования контракта из-за проблем со здоровьем и лечения, отличающегося от корейских участников, из-за чего не участвует в продвижениях.
S.M. Entertainment объявили, что группа продолжит продвижение в составе десяти человек. 24 мая EXO провели свой первый сольный концерт EXO from EXOplanet ＃1 — The Lost Planet в Сеуле. Билеты были проданы за 1 минуту и 47 секунд, побив корейский рекорд.

### 2015:EXOdus, иск Тао, японский дебют иSing For You
Второй сольный концерт EXO был анонсирован в январе 2015 года и получил название EXO Planet ＃2 — The EXO’luxion. С 7 по 15 марта были проведены первые пять концертов в Сеуле. Более миллиона фанатов пытались купить билеты онлайн.
30 марта был выпущен второй студийный альбом EXOdus. Менее чем за сутки предзаказы составили более полумиллиона копий, установив новый рекорд. 27 марта, за три дня до выпуска альбома, был выпущен сингл «Call Me Baby». Клип был выпущен четырьмя днями позже, и затем стал самым просматриваемым корейским клипом в первой половине года. С 9 апреля начался показ дорамы «EXO по соседству», которая была самой просматриваемой веб-дорамой года, пока рекорд был не побит дорамой Сиумина «Я влюбилась в То Чона». «Call Me Baby» доказала свою популярность, одержав 18 побед на музыкальных шоу, что сделало её второй песней с самым большим количеством наград в истории. Корейская версия альбома также побила рекорд, продержавшись на вершине альбомного чарта четыре недели. EXOdus стал вторым альбомом EXO, продажи которого перешагнули отметку в миллион проданных копий; он также стал «Альбомом Года» на MAMA, что продолжило серию побед группы в данной номинации начиная с 2013 года. В мае группа вновь побила рекорд в Billboard 200, расположившись на 90 месте. «Call Me Baby» также попала в Canadian Hot 100, сделав EXO первой корейской группой и вторым корейским коллективом или артистом, попавшим в этом чарт.
22 апреля отец Тао опубликовал на Weibo письмо, в котором выразил чувства по поводу того, чтобы его сын ушёл из группы и вернулся в Китай из-за недостатка поддержки индивидуальной карьеры и проблем со здоровьем. В прошлом Тао уже получал травмы, которым не уделяли достаточно внимания, что ухудшило его состояние и ему пришлось отсутствовать во время промоушена EXOdus. 23 апреля S.M. Entertainment сделало заявление, в котором объяснило, что «ищет способ решения» путём переговоров с Тао и его отцом. Позже Тао подтвердил, что покинул компанию после неудачных переговоров, и подал иск против агентства, чтобы расторгнуть свой контракт.
3 июня было выпущено переиздание Love Me Right. Был выпущен новый сингл «Love Me Right». Промоушен проводился в составе девяти человек. EXO были первыми артистами, которые провели концерт «EXO-Love Concert in Dome» в новом Gocheok Sky Dome в Южной Корее; это случилось 10 октября 2015 года. Билеты поступили в продажу 21 сентября, и более 50 минут сайт не работал из-за слишком большого потока пользователей. В процессе подготовки к концерту также был выпущен первый официальный лайт-стик.
4 ноября был выпущен дебютный японский сингловый альбом Love Me Right ~romantic universe~. В него вошли японская версия «Love Me Right» и оригинальная японская песня «Drop That». В день выхода было 147 тысяч копий, что позволило альбому дебютировать на вершине ежедневного чарта Oricon; альбом стал самым продаваемым дебютным японским альбомом корейских артистов за всё время. С 6 по 8 ноября EXO провели концерты в Токио Доум, где за три дня суммарное количество человек, посетивших концерт, составило 145 тысяч человек. EXO стали первой группой, которая провела концерт перед такой аудиторией через сравнительно небольшой срок после своего дебюта. 9 ноября был выпущен специальный сингл «Lightsaber» для промоушена киноленты «Звёздные войны: Пробуждение силы» в Корее; для её записи S.M. Entertainment сотрудничала с компанией Disney.
10 декабря EXO выпустили свой второй зимний альбом и четвёртый мини-альбом Sing For You. Продажи в первую неделю составили 267 900 копий, что стало рекордом для любого корейского артиста. Сингл «Unfair» стал первой корейской песней, появившейся в списке «Лучшее за неделю» от музыкального сервиса Apple Music, как и EXO стали первым корейским артистом, появившемся на домашней странице этого же сервиса. Часть дохода от альбома пожертвовали акции ЮНИСЕФ «Улыбка для тебя» (англ. Smile For U). В конце года EXO стали седьмыми в списке лидеров южнокорейской индустрии 2015 года, что также являлось наивысшей позицией для любого корейского артиста.

### 2016:Ex’Act, уходы Криса и Лухана иFor Life
В феврале 2016 года EXO провели североамериканскую ветку своего концертного тура, выступив перед аудиторией более 44 тысяч человек. В том же месяце они стали самой влиятельной корейской группой и корейским артистом в целом по мнению Forbes. В марте они завершили свой тур в Сеуле, собрав за три дня аудиторию в 42 тысячи человек. Всего было продано более 740 тысяч билетов на 44 концерта в 12 странах, что сделало тур самым прибыльным на тот момент.
9 июня был выпущен третий студийный альбом Ex’Act. Предзаказы альбома составили 660 тысяч копий, что также стало рекордом для всех корейских альбомов. Позже так был побит рекорд по недельным продажам, установленный Sing For You. Сингл «Monster» стал первым № 1 в Billboard World Digital Songs, а «Lucky One» дебютировал на третьем месте. Во время промоушена EXO сотрудничали с модным изданием W Magazine и выпустили специальное 54-х страничное издание «EXOclusive» с девятью разными обложками. «EXOclusive» стал самым продаваемым журналом в Корее, тираж составил почти миллион копий. 15 июля была выпущена первая мобильная игра EXO — EXOrun.
21 июля Крис и Лухан официально покинули группу, так как их разбирательства с агентством подошли к концу. 22 июля стартовал третий концертный тур EXO Planet 3 — The EXO’rdium. Была также выпущена новая версия лайстика. 18 августа было выпущено переиздание Lotto с одноимённым синглом. Менее чем за два месяца после релиза общий тираж продаж Ex’Act преодолел порог в 1,7 миллиона проданных копий, за что EXO получили титул «Тройные миллионники» (англ. Triple Million Sellers).
В сентябре вместе с Ю Чже Соком был выпущен сингл «Dancing King» в рамках проекта SM Station. 7 декабря был выпущен второй японский сингловый альбом Coming Over. 19 декабря был выпущен третий зимний альбом и пятый мини-альбом For Life. Промоушен не проводился.
За весь 2016 год EXO продали 2,13 миллиона альбомов, включая сольный материал и саб-юниты.

### 2017:The WarиUniverse

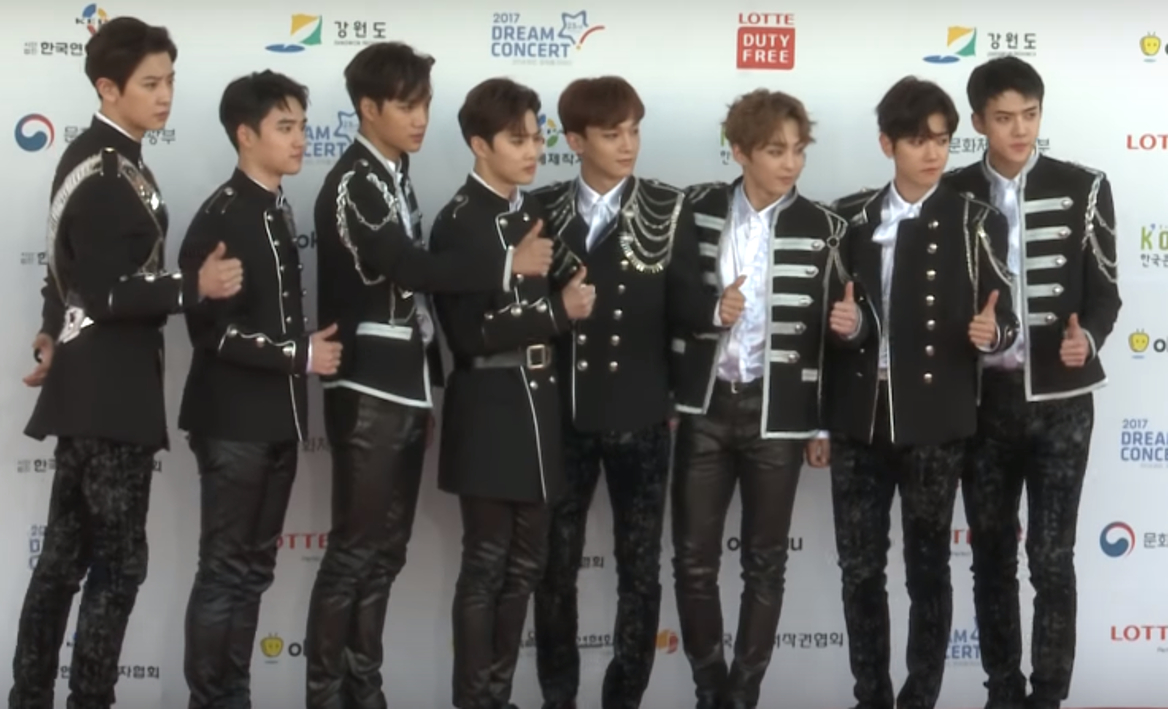
EXO на Dream Concert, 2017 год

27 и 28 мая 2017 года EXO завершили свой тур концертами на Олимпийском стадионе в Сеуле, который является самым крупным в Корее. Они были пятой и самой молодой группой, которая проводила концерт на стадионе вместимостью 72 тысячи человека. Первая часть билетов поступила в продажу 12 апреля, и всё было распродано менее чем за 20 минут. Вторая часть билетов поступила в продажу 18 апреля, и всё было распродано менее чем за полчаса. 25 апреля компания «Yes24» добавила новые места.
18 июля был выпущен четвёртый студийный альбом The War. Предзаказы составили 807 235 копий, что стало лучшим результатом в истории. За 24 дня продажи превысили порог в 1 миллион копий, что стало лучшим результатом для группы; они также стали самой продаваемой мужской группой в истории Кореи. Также S.M. Entertainment подтвердило возвращение с переизданием The War в сентябре. 19 октября Eхо анонсировали свой третий концертный тур EXO Planet #4 — The EℓyXiOn, который стартовал 24 ноября с концертов в Сеуле.
4 ноября через официальный японский сайт было объявлено о релизе первого студийного японского альбома Countdown, который состоится 24 января 2018 года Короткая версия видеоклипа «Electric Kiss» была выпущена 6 декабря. Также сообщили, что альбом будет состоять из ранее выпущенных треков и совершенно новых композиций. 30 ноября Eхо удостоились титула «Четырёхкратные миллионники» (англ. Quadruple million seller) за то, что продажи The War составили более 1,5 миллиона, что также стало лучшим результатом коллектива за всю карьеру. В начале декабря был также анонсирован выход четвёртого зимнего альбома и шестого мини-альбома Universe. Изначально релиз планировался 21 декабря, но был перенесён на пять дней позже из-за смерти Джонхён из SHINee. Во время концерта в Фукуоке 22 декабря было показано специальное сообщение от Eхо, чтобы почтить его память: «Джонхён, который был так полон страсти к музыке и на сцене, покинул нас. Он был настоящим артистом, мы очень тебя любим и сильно по тебе скучаем. Мы навсегда запомним тебя».

### 2018—19:Countdown, выступление на закрытии Олимпийских игр, признание и второе подразделение EXO-SC

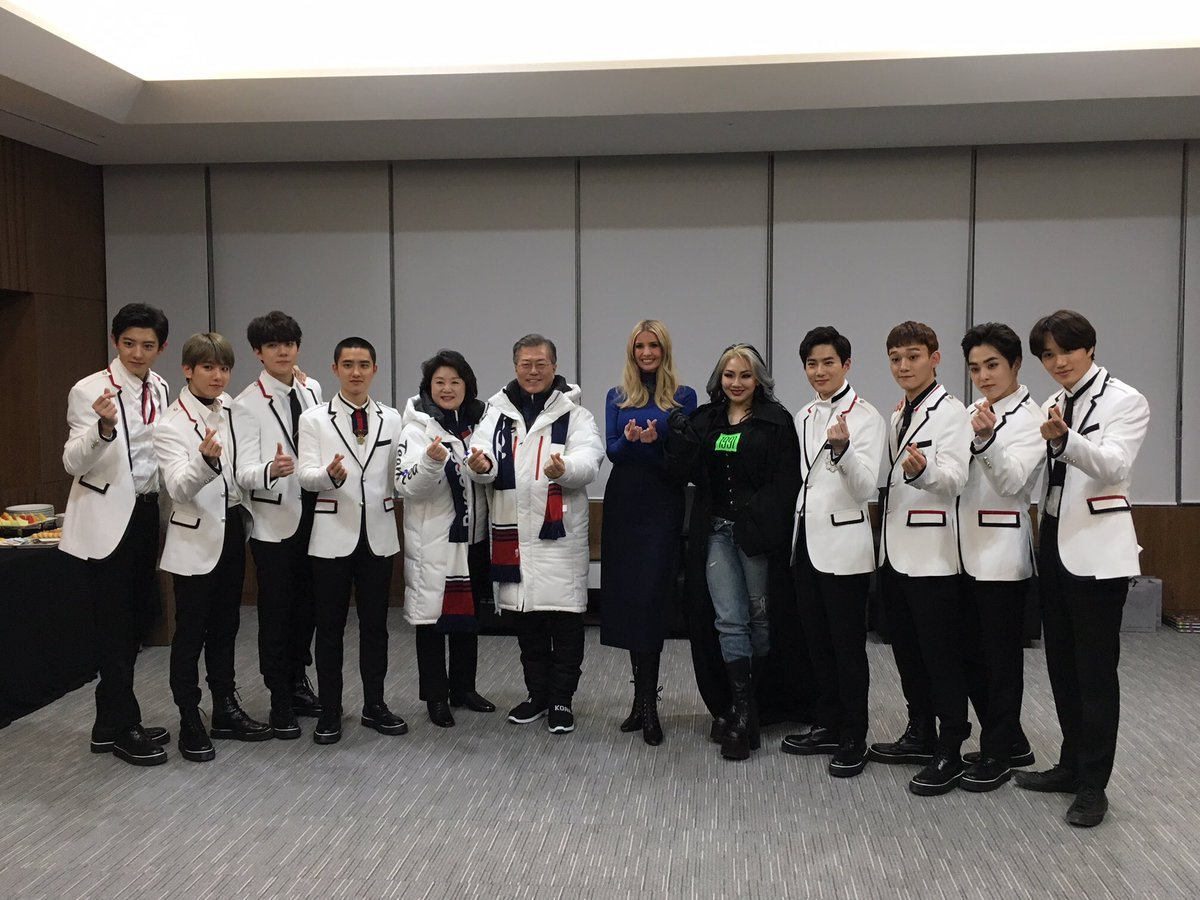
EXO с президентом Кореи Мун Чжэ Ином, Иванкой Трамп и Сиэл за кулисами церемонии закрытия Зимних олимпийских игр, 25 февраля 2018 года

16 января 2018 года «Power» стала первой к-поп песней, проигранной на Фонтане Дубай. На показ прибыли все участники, за исключением D.O. и Лэя. 31 января, на неделю позже запланированного релиза, состоялся выход первого японского студийного альбома Countdown. Eхо стали первой иностранной группой, дебютный сингл и альбом которой достигли вершины чарта Oricon. 9 февраля Countdown удостоился золотой сертификации от RIAJ.
25 февраля EXO были выбраны как одни из представителей Кореи на церемонии закрытия Зимних Олимпийских игр в Пхёнчхане вместе с Сиэл. 5 декабря Пэкхён исполнил гимн перед Международным олимпийским комитетом. В марте был анонсирован выпуск медали с изображением EXO, таким образом группа будет представлена как лучшая в нынешней популярности «халлю».
Шестой студийный альбом EXO, Don’t Mess Up My Tempo, был анонсирован в начале октября для релиза 2 ноября. Также было объявлено, что в альбоме будут участвовать все девять участников EXO — первый релиз группы, с момента выпуска Lotto в 2016 году. Предзаказ альбома составили 1,104,617, превзойдя собственный предыдущий рекорд группы. Альбом стал коммерческим успехом, продав 1,179,997 копий к 30 ноябрю, сделав EXO «пятью миллионами продавцов» в СМИ. С выпуском Don’t Mess Up My Tempo EXO стали первым исполнителями, которые превысили 10 миллионов общих продаж альбомов в Южной Корее. Альбом дебютировал на 23 строчке в Billboard 200 с 23 000 эквивалентными продажами альбомов и номером один на независимых альбомах и мировых чартах Billboard альбомов. Альбом является самым высоким чартовым альбомом EXO на Billboard 200 и четвертым альбомом номер один в мировом чарте альбомов. Love Shot был выпущен 13 декабря, как переиздание Don’t Mess Up My Tempo.
Чхен стал вторым участником EXO, который дебютировал в качестве солиста со своим дебютным мини-альбомом April, and a Flower, который был выпущен 1 апреля 2019 года. Альбом достиг второго места в альбомном чарте Gaon и третьего места в мировом альбомном чарте Billboard. Пэкхён дебютировал в качестве третьего солиста группы с выпуском мини-альбома, City Lights 10 июля. EXO провели свой пятый тур, EXO Planet #5 — EXplOration, с шестью датами в Сеуле с 19-28 июля. Чханёль и Сехун дебютировали в качестве второго официального подразделения EXO, EXO-SC, и выпустили свой первый мини-альбом What A Life, 22 июля. EXO провели пятый тур, EXO Planet 5 – The Exploration, с шестью датами в Сеуле с 19 по 28 июля.
27 ноября EXO выпустили седьмой студийный альбом, Obsession.

### 2020—22: Служба в армии и десятилетие коллектива
В феврале 2020 года S.M. объявил, что групповая деятельность будет временно приостановлена из-за армейской службы некоторых участников, поэтому агентство было сосредоточено на сольном продвижении тех, кто ещё не был зачислен на службу. 8 апреля 2021 года, в честь девятой годовщины, было показано видео-поздравление участников, и стало известно, что они готовят к выходу специальный альбом. Седьмой мини-альбом Don't Fight the Feeling был официально выпущен 7 июня.
8 апреля 2022 года EXO отметили десятилетие дебюта, выпустив новый сезон реалити-шоу «Лестница EXO», а на следующий день провели фанмитинг на арене Джамсиль. Также стало известно, что десятилетний контракт Лэя с S.M. подошёл к концу, и он решил не продлевать его, сосредоточившись на сольной карьере в Китае, однако по-прежнему является участником группы.

### 2023—настоящее время: Судебные разбирательства EXO-CBX, контракт D.O. и возможный камбэк
5 января 2023 года Сухо объявил, что новую музыку стоит ждать после весны. 8 и 9 апреля EXO вновь провели фанмитинги, чтобы отпраздновать 11-летие коллектива. 1 июня Чхен, Пэкхён и Сиумин направили иски против S.M. и пожелали расторгнуть эксклюзивные контракты, объяснив это ненадлежащим отношением со стороны агентства, рабскими контрактами и неравномерными выплатами артистам; S.M. в ответном заявлении сослался на «внешние силы», из-за которых участники решили начать судебные разбирательства. S.M. также заявил, что все запланированные съёмки материала для камбэка EXO будут продолжены без каких-либо изменений. 19 июня спорный вопрос с контрактами был решён, и участники продолжили деятельность в S.M.. 10 июля был выпущен седьмой студийный альбом Exist. 18 октября стало известно, что контракт D. O. также подошёл к концу и он решил не продлевать его, однако деятельность в составе EXO будет продолжать под крылом S.M..
8 января 2024 года Пэкхён объявил о создании собственного агентства, INB100, где также сольно будут продвигаться Чхен и Сиумин, а деятельность EXO-CBX остаётся под руководством S.M.. 10 июня участники провели пресс-конференцию, где их адвокат заявил, что S.M. нарушают условия соглашения; агентство оказывало давление на Чхена, Пэкхёна и Сиумина во время прохождение ими военной службы, чтобы они продлили контракты, не заплатили за участие в недавних мероприятиях EXO и требуют 10% прибыли, несмотря на то, что в соглашении прописано 5,5%; в ответном заявлении  S.M. обвинили CBX в использовании привилегий, как участников EXO, и привлекут их к ответственности через суд. 12 июня S.M. официально направил иск против Чхена, Пэкхёна и Сиумина. 26 июня CBX направили ответный иск за мошенничество.
С момента начала судебных разбирательств между S.M. и EXO-CBX ряд СМИ высказывает предположения, что групповой камбэк EXO будет возможен лишь после возвращения Сехуна из армии (2025-2026 год), однако будущее группы остаётся неопределённым.

## Участники

### Действующий состав

#### Активны
| Сценический псевдоним | Настоящее имя | Дата рождения | Позиция в группе                        | Гражданство      |
| --------------------- | ------------- | ------------- | --------------------------------------- | ---------------- |
| Сухо                  | Ким Чун Мён   | 22.05.1991    | Лидер, вокалист                         | Республика Корея |
| Сиумин                | Ким Мин Сок   | 26.03.1990    | Ведущий танцор, саб-вокалист, саб-рэпер | Республика Корея |
| Лэй                   | Чжан Исин     | 07.10.1991    | Главный танцор, вокалист                | Китай            |
| D.O.                  | То Гён Су     | 12.01.1993    | Главный вокалист                        | Республика Корея |
| Кхаи                  | Ким Чон Ин    | 14.01.1994    | Главный танцор, саб-рэпер               | Республика Корея |
| Сехун                 | О Се Хун      | 12.04.1994    | Рэпер, ведущий танцор, маннэ            | Республика Корея |

#### На военной службе
| Сценический псевдоним | Настоящее имя | Дата рождения | Позиция в группе             | Гражданство      |
| --------------------- | ------------- | ------------- | ---------------------------- | ---------------- |
| Сехун                 | О Се Хун      | 12.04.1994    | Рэпер, ведущий танцор, маннэ | Республика Корея |

### Бывшие участники
| Сценический псевдоним | Настоящее имя                 | Дата рождения | Позиция в группе | Гражданство |
| --------------------- | ----------------------------- | ------------- | ---------------- | ----------- |
| Лухан                 | Лу Хань                       | 20.04.1990    |                  | Китай       |
| Крис                  | У Ифань (при рожд. Ли Цзяхэн) | 06.11.1990    |                  | Китай       |
| Тао                   | Хуан Цзытао                   | 02.05.1993    |                  | Китай       |

## Подгруппы

### EXO-CBX
В октябре 2016 года SM Entertainment сформировала подгруппу EXO под названием EXO-CBX (также известную как ChenBaeXi), которая состоит из трех участников: Сюмина, Бэкхёна и Чхена. EXO-CBX выпустили один студийный альбом: Magic (май 2018) и три мини-альбома Hey Mama! (Октябрь 2016), Girls (май 2017) and Blooming Days (апрель 2018).

### EXO-SC
В июле 2019 года SM Entertainment сформировала вторую подгруппу EXO под названием EXO-SC, которая состоит из двух участников: Чханёля и Сехуна. Они выпустили свой первый мини-альбом What a Life 22 июля.

## Дискография
| Корейские альбомы Студийные альбомы XOXO (2013) EXOdus (2015) Ex’Act (2016) The War (2017) Don’t Mess Up My Tempo (2018) Obsession (2019) Мини-альбомы Mama (2012) Miracles in December (2013) Overdose (2014) Sing For You (2015) For Life (2016) Universe (2017) | - Countdown (2018) |  |

## Концерты и туры
Хэдлайнеры
- EXO from EXOplanet #1 — The Lost Planet (2014)
- EXO Planet #2 — The EXO’luxion (2015—2016)
- EXO Planet #3 — The EXO’rdium (2016—2017)
- EXO Planet #4 — The EℓyXiOn (2017—2018)
- EXO Planet #5 — The EXplOration (2019)

Семейные концерты
- SM Town Live World Tour III (2012—2013)
- SM Town Live World Tour IV (2014—2015)
- SM Town Live World Tour V (2016)
- SM Town Live World Tour VI (2017—2018)
- Supporting act

Участие в других концертах
- Super Junior — Super Show 4 (EXO-M only) (2012)

## Фильмография

### Реалити-шоу
- 2013: EXO’s Showtime
- 2014: XOXO EXO
- 2014: EXO 90:2014
- 2015: SurpLines EXO[127] (Line TV) (Сюмин, Чханёль, Тао, Кхаи и Сехун)
- 2015: EXO Channel
- 2016: EXOmentary Live
- 2017: EXO Tourgram
- 2018: Travel the World on EXO’s Ladder Season 1
- 2018: EXO Arcade
- 2019: Travel the World on EXO’s Ladder Season 2
- 2019: Hearts For You

### Дорамы
- 2012: «Для тебя во всем цвету» — EXO-K, 2 серия
- 2015: «EXO по соседству» — 16 серий
- 2018: «Муж на сто дней» — 16 серий

### DVD
- 2014: EХО’s First Box
- 2015: EХО from EXOplanet #1 — The Lost Planet in Japan
- 2015: EХО from EXOplanet #1 — The Lost Planet in Seoul
- 2015: EХО’s Second Box
- 2016: EХО from EXOplanet #2 — The EXO’luXion in Japan
- 2016: EХО from EXOplanet #2 — The EXO’luXion in Seoul
- 2017: EХО from EXOplanet #3 — The EXO’rdium in Japan
- 2017: EXO from EXOplanet #3 — The EXO’rdium in Seoul
- 2017: From Happiness
- 2018: EXO Planet #4 — The EℓyXiOn — in Japan
- 2018: EXO Planet #4 — The EℓyXiOn — in Seoul